# NGC 708
NGC 708 ist eine cD-Galaxie mit aktivem Galaxienkern vom Hubble-Typ E2 im Sternbild Andromeda am Nordsternhimmel. Sie ist schätzungsweise 219 Millionen Lichtjahre von der Milchstraße entfernt und hat einen Durchmesser von etwa 190.000 Lichtjahren. Die Galaxie gilt als Mitglied der Galaxiengruppe Abell 262.

Im selben Himmelsareal befinden sich u. a. die Galaxien NGC 703, NGC 704, NGC 705, NGC 709.
Das Objekt wurde am 21. September 1786 vom deutsch-britischen Astronomen Wilhelm Herschel entdeckt.